# Observatorio de Toulouse
El Observatorio de Toulouse es un observatorio astronómico que se encuentra en la ciudad francesa de Toulouse. Actualmente forma parte, junto con Observatorio de Pic du Midi, del Observatorio de Midi-Pyrénées.

## Historia
Fue fundado en 1733 por la Academia de las Ciencias, Inscripciones y Literatura de Toulouse encomienda la construcción de un observatorio en una de las torres de la muralla confiando la dirección a Garipuy. A finales del siglo XVIII, Toulose cuenta con no menos de una docena de astrónomos y tres observatorios.
Frédéric Petit fue el primer director del observatorio de Jolimont en 1838. Al tomar posesión de su cargo descubre que el observatorio no está en condiciones de recibir los nuevos instrumentos donados por la "Oficina de Longitudes" de París por lo que propone construir un nuevo observatorio en la colina de Jolimont en las afueras de la ciudad.
En 1841 se coloca la primera piedra del observatorio de Jolimont pero no sería hasta casi diez años después cuando comenzaría a funcionar.
En la década de 1870 el gobierno francés dará un importante impulso a los observatorios astronómicos de Francia, una medida más para tratar de recuperar el orgullo tras la derrota de 1870 y la ocupación del ejército prusiano. El 15 de julio de 1872 se fija la composición y salarios del personal de Observatorio.
En 1873 verá la llegada de Félix Tisserand como director. Durante su mandato, en 1875 se instalará un telescopio refractor de 83 cm aunque su montura no será lo suficientemente estable como para poder realizar fotografía, pudiendo realizar sólo observaciones visuales. En esa época entre las líneas de investigación del observatorio están el estudio de las órbitas de los satélites , las manchas solares o los planetas menores. El 19 de mayo de 1874, Joseph Perrotin descubre un nuevo planeta menor al que llamarían Tolosa.
En 1878 Tisserand deja el observatorio para dirigir el de París y le sucede Benjamin Baillaud en 1879. Baillaud será director del observatorio durante 30 años para después convertirse también en director del Observatorio de París. Durante este periodo Baillaud llevará a cabo dos proyectos de gran influencia sobre el observatorio: la Carte du Ciel y la construcción de un telescopio en la cumbre del Pic du Midi. También adquirirá 3 nuevos instrumentos: un telescopio de Brunner en 1880 con una apertura de 25 cm, para el estudio de estrellas dobles; un ecuatorial doble, tipo Carte du Ciel, en 1890, con un objetivo fotográfico de 33 cm y uno visual de 19 cm; y, por último, un telescopio meridiano en 1891. Estos dos últimos servirán para obtener la Carte du Ciel. También conseguirá que se sustituya la estructura de madera del telescopio de 83 cm por una de metal en 1889.
Baillaud centraría la vocación del centro hacia la astrometría y en participar en el proyecto de la Carte du Ciel. Este es un gran proyecto internacional cuyo objetivo sería obtener 22000 fotografías de todo el cielo. El proyecto se prolongó durante más de medio siglo y los resultados obtenidos en el Observatorio de Toulouse fueron publicado en tres volúmenes. Sin embargo, los resultados globales del proyecto fueron escasos en comparación con los recursos utilizados y no fue hasta los años de 1930 cuando los astrónomos franceses comenzaron a interesarse en la astronomía extragaláctica.
El otro gran proyecto de Baillaud fue la construcción del telescopio en la cima del Pic du Midi. El Observatorio del Pic du Midi estaba dirigido por Emile Marchand. Este se propone construir una nueva cúpula que comienza a construirse hacia 1904. Entre 1906 y 1907 con ayuda del ejército, se llevan las piezas del telescopio, construido en París, a la cima del Pic du Midi. El telescopio entrará en funcionamiento en 1909. El telescopio consta de dos tubos de 6 m de largo, uno para un telescopio reflector de 50 cm de diámetro y el otro para un telescopio refractor de 23 cm de apertura.
El Observatorio de Pic du Midi conservó su autonomía respecto al de Toulouse hasta la muerte de Marchand debido a los recelos de éste a convertirse en un subordinado del Observatorio de Toulouse. Tras su fallecimiento se producirá la fusión de los dos observatorios en 1915.
Actualmente, el Observatorio de Toulouse y el Observatorio de Pic du Midi forman el llamado Observatorio de Midi-Pyrénées.

### Directores
Lista de directores del Observatorio de Toulouse:

- Frédéric Petit (1810–1865): 1838–1865
- Théodore Despeyrous (1815–1883) : 1865–1866
- Pierre Daguin (1814–1884) : 1866–1870
- Félix Tisserand (1845–1896): 1873–1878
- Benjamin Baillaud (1848–1934) : 1879–1908
- Eugène Cosserat (1866–1931) : 1908–1931
- Emile Paloque (1891–1982): 1931–1960
- Roger Bouigues (1920 - ) : 1961–1971
- Jean Rösch (1915–1999) : 1971–1981

## Investigación
En 1987, Genevieve Soucail, del Observatorio de Toulouse, y sus colaboradores presentaron datos de una estructura azul en forma de anillo en el cúmulo de galaxias Abell 370 y propusieron como interpretación el efecto de lente gravitacional.

En los años 90, el Observatorio de Toulouse trabajó en la cámara MEGACAM junto a otras instituciones.

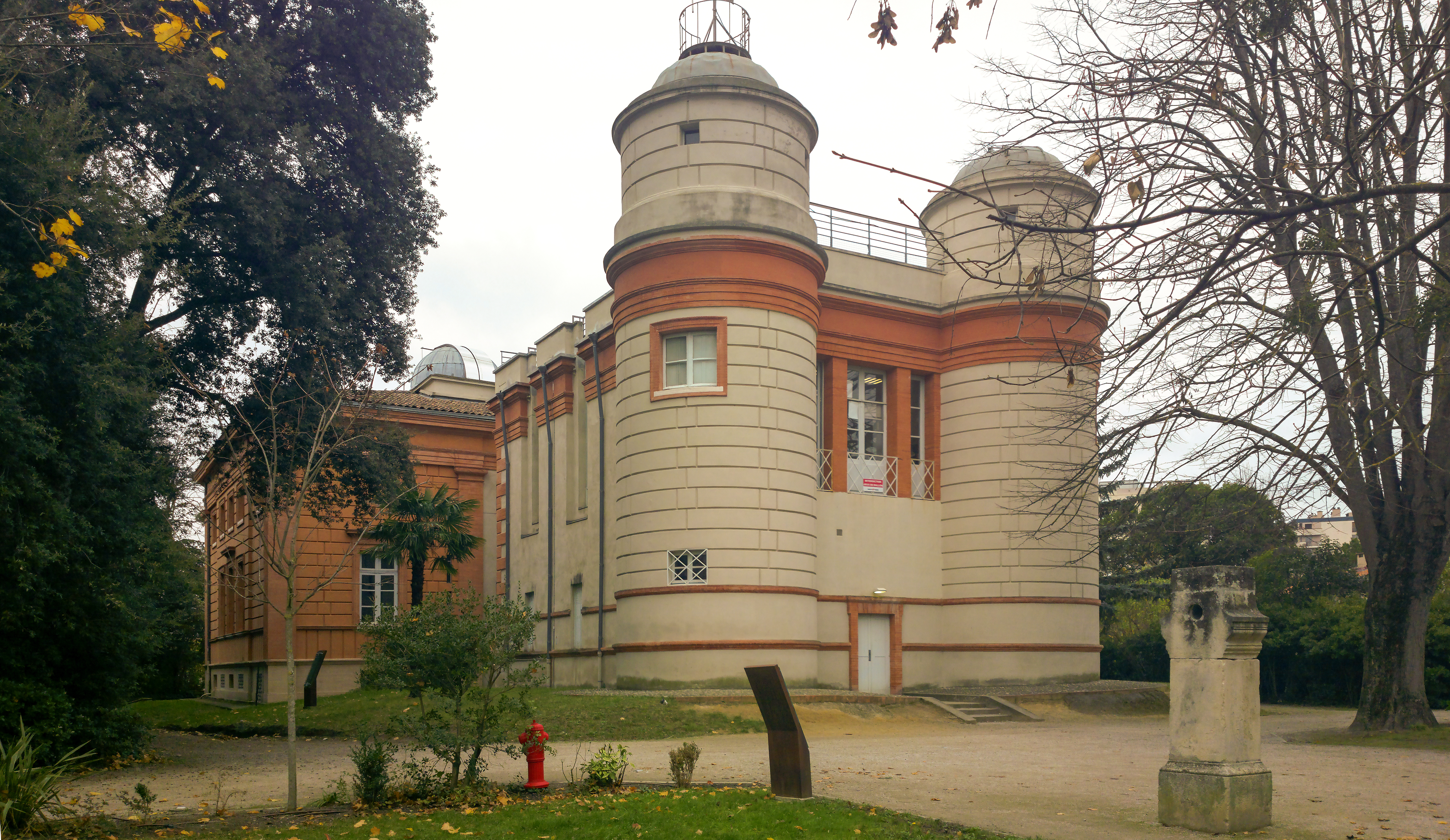
La fachada oriental del edificio de Urbain Vitry
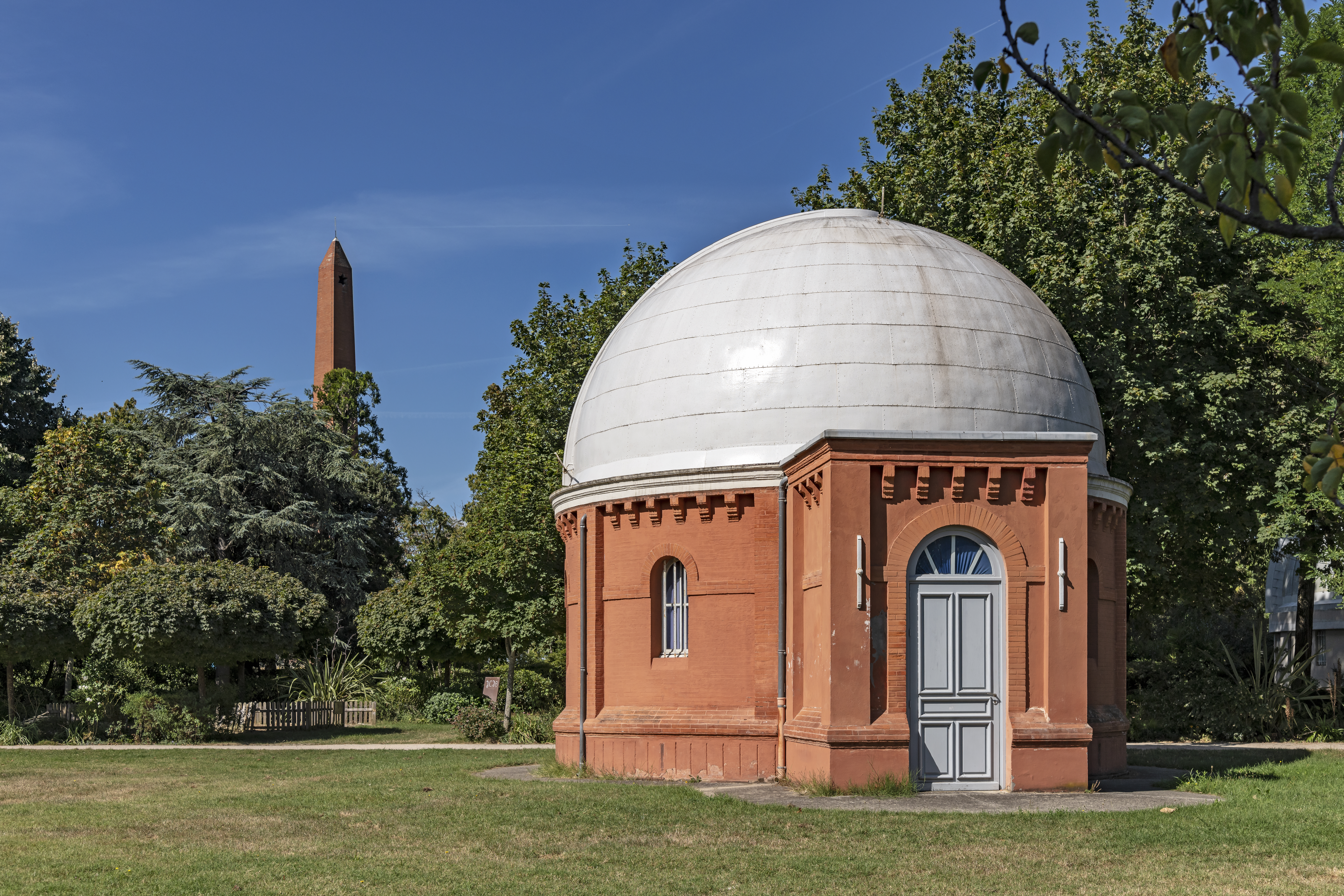
Cúpola Vitry
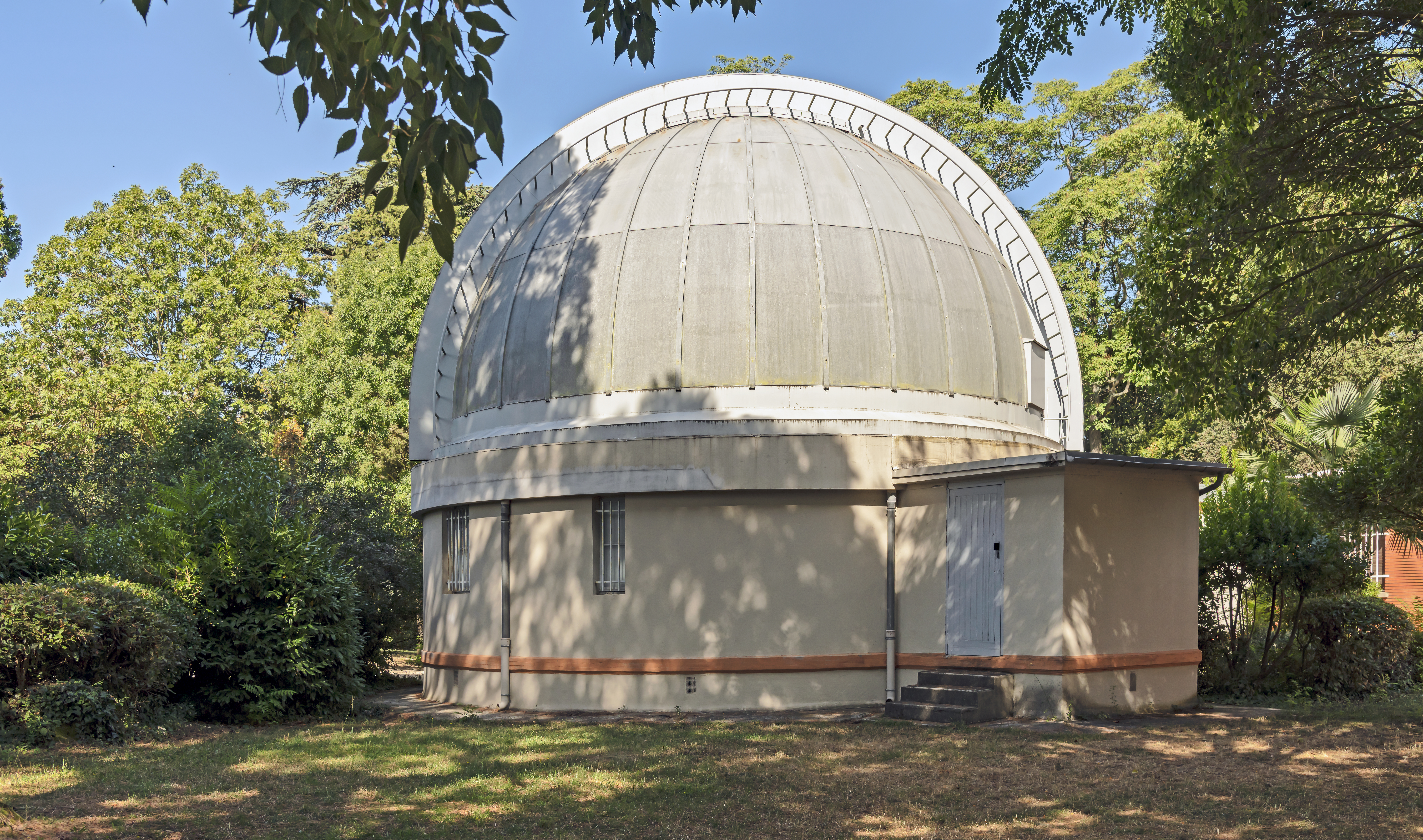
La cúpula del "telescopio de 83 cm"

## Fuente
- Emmanuel Davoust. «Histoire de l'observatoire de Toulouse» (en francés). Archivado desde el original el 28 de mayo de 2009. Consultado el 1 de noviembre de 2009.